# Bayside (Texas)
Pour les articles homonymes, voir Bayside.
Bayside est une municipalité américaine du comté de Refugio au Texas. Au recensement de 2010, Bayside comptait 325 habitants.